# Endergónica

Variação da energia livre (∆G) de uma reação endergônica. Nestas reações, a energia livre dos produtos é mais alta do que a energia livre dos reagentes. Em consequência disso, não ocorrem espontaneamente.

Reações endergônicas são reações não espontâneas, ou seja, ocorrem na direção oposta a que leva a um aumento na entropia total do Universo. Temos que reações não espontâneas seriam aquelas em que a energia livre de Gibbs, indicador de espontaneidade, apresenta variação maior que 0 (ΔG >0) em condições de pressão e temperatura constantes.
As reações endergônicas só podem ocorrer a partir do fornecimento de energia por uma fonte externa, em que se observa a absorção dessa energia pelo sistema, que apresentam valores positivos de ΔG (variação de energia livre de Gibbs), como podemos ver no gráfico abaixo:

## Exemplo
Reações envolvidas na síntese de biomoléculas são reações endergônicas. Dentre as mais discutidas, temos as reações de quimiossíntese e fotossíntese (HERVÁS et al., 2002). A primeira utiliza energia das reações químicas para a síntese de moléculas, já a segunda utiliza a energia solar. 
Um exemplo é a reação fotossintética, em que a luz solar é fonte de energia absorvida para que a molécula de glicose seja sintetizada.                                                         